# Arthur Mahler
Arthur Mahler (ur. 1 sierpnia 1871 w Pradze, zm. 2 maja 1916 w Wiedniu) – czeski i austriacki archeolog pochodzenia żydowskiego, poseł do Rady Państwa XI kadencji w okręgu wyborczym 69 Trembowla – Mikulińce – Budzanów – Czortków. Polityk-sionista.

## Życiorys
Ukończył gimnazjum w Pradze, następnie historię sztuki i archeologię na uniwersytetach w Pradze i w Wiedniu. Od 1902 prowadził wykłady z archeologii na Deutsche Karl-Ferdinands-Universität w Pradze. Był żonaty jego syn Willy Mahler zmarł w 1945 w obozie koncentracyjnym Dachau. Kuzyn kompozytora Gustava Mahlera.
Zmarł podczas pobytu w sanatorium Wiener Kaufmannschaft. Pochowany na Starym Cmentarzu Żydowskim w Wiedniu.